# 통합임무부대
통일 기동부대(영어: Unified Task Force, UNITAF)는 미국 주도의 유엔 다국적 부대가 1992년 12월 5일부터 1993년 5월 4일까지 소말리아에서 활동한 부대이다. 미국이 희망 회복 작전이라 이름 붙인 계획에 따라 UNITAF는 유엔 안전 보장 이사회 결의 제794호를 수행하여 인도적 지원 작전을 수행하며 소말리아 남부의 치안을 확보하기로 되어있었다. 몇몇 파키스탄 평화유지군이 사망하자 안보리는 UNITAF에게 결의안 제837호를 부여하여 유엔 헌장 제7장에 부합하는 인도적 지원을 보장하기 위해 어떠한 무력 수단도 사용할 수 있음을 허용했다. 이 결과로 유엔군은 이 기동부대를 성공이라고 평가했다.

## 배경
인도적으로 재앙에 직면한 소말리아는 내전으로 인해 완전히 초토화된 상황이었고, 1992년 4월 국제 연합은 이러한 상황을 타개하기 위해 UNOSOM I을 창설했다. 그러나 소말리아에서 활동하는 지역 군벌들의 비타협적 태도와 그들의 적대적 상황으로 인해 UNOSOM I은 제대로 임무를 수행할 수 없었다. 임무에서 이들은 병력을 유지하기조차 힘들었다.

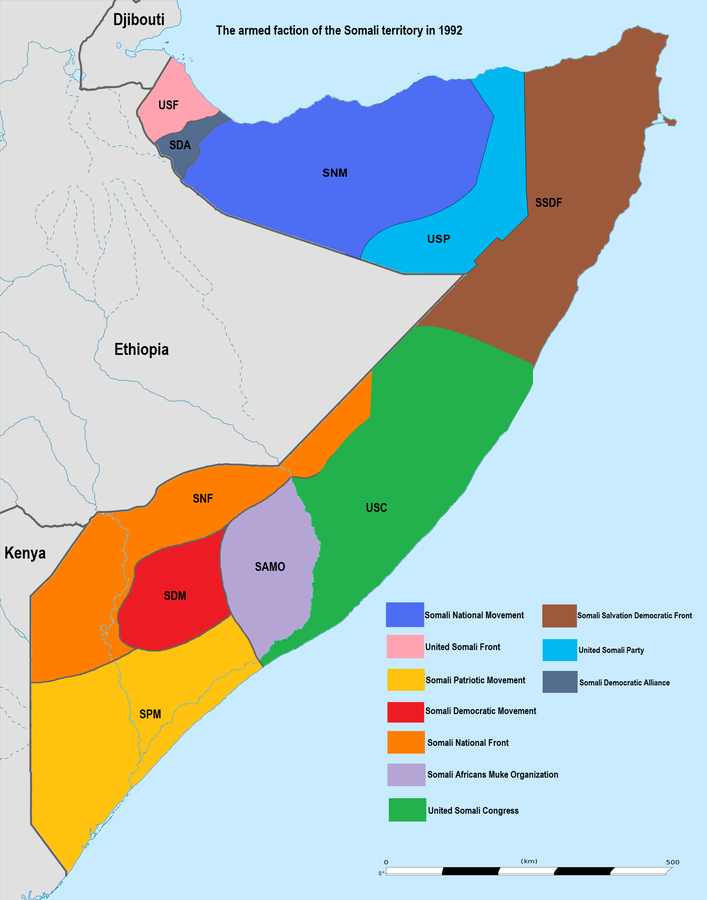
1992년 소말리아 군벌의 상황.

1992년의 마지막 몇 달 동안 소말리아에서의 상황은 더욱 악화되었다. 군벌들은 더 작은 군벌들로 분파했고, 이들이 다시 또 다른 군벌로 나뉘었다. 1개의 당에 음식을 배분하기로 협의를 보아도 가게가 다른 지역의 군벌과 협력할 시에는 아무런 의미가 없었다. 몇몇 군벌들은 아예 UNOSOM의 개입에 반대하기도 했다. 유엔군이 사살당하기도 했고 구호 선박은 항구 정박을 금지당하거나 공격받기도 했다. 수송기도 격추되는 경우가 있었으며 구호 요원들이나 개인 또는 사병들은 이러한 약탈과 위협, 그리고 탈취에 익숙해져갔다.
같은 해 11월, 소말리아 장군 모하메드 파라 아이디드는 안보리를 공식적으로 무시할 정도로 세력이 커졌고, 평화유지군의 철수를 요구했다. 또한 소말리아로 유엔군이 추가 파병될 시 적대적으로 반응하겠다고 선언하기도 했다. 이러한 공공의 압박과 평화 유지에 대한 좌절이 커지자 유엔 안보리 의장 부트로스 부트로스갈리는 유엔 안보리에 몇몇 선택을 하자고 발표했다. 정치적 방식이 거의 실효가 없었기에 그는 병력을 파견해 아이디드를 무력화시키기로 다짐했다. 국제 연합 헌장의 제7조에서 국제적 평화와 안보를 위해서는 공군, 육군, 또는 해군을 사용할 수 있다고 나와 있었기에 부트로스갈리는 단순한 평화유지가 아닌 유엔군 파견의 때가 되었다고 판단했다.

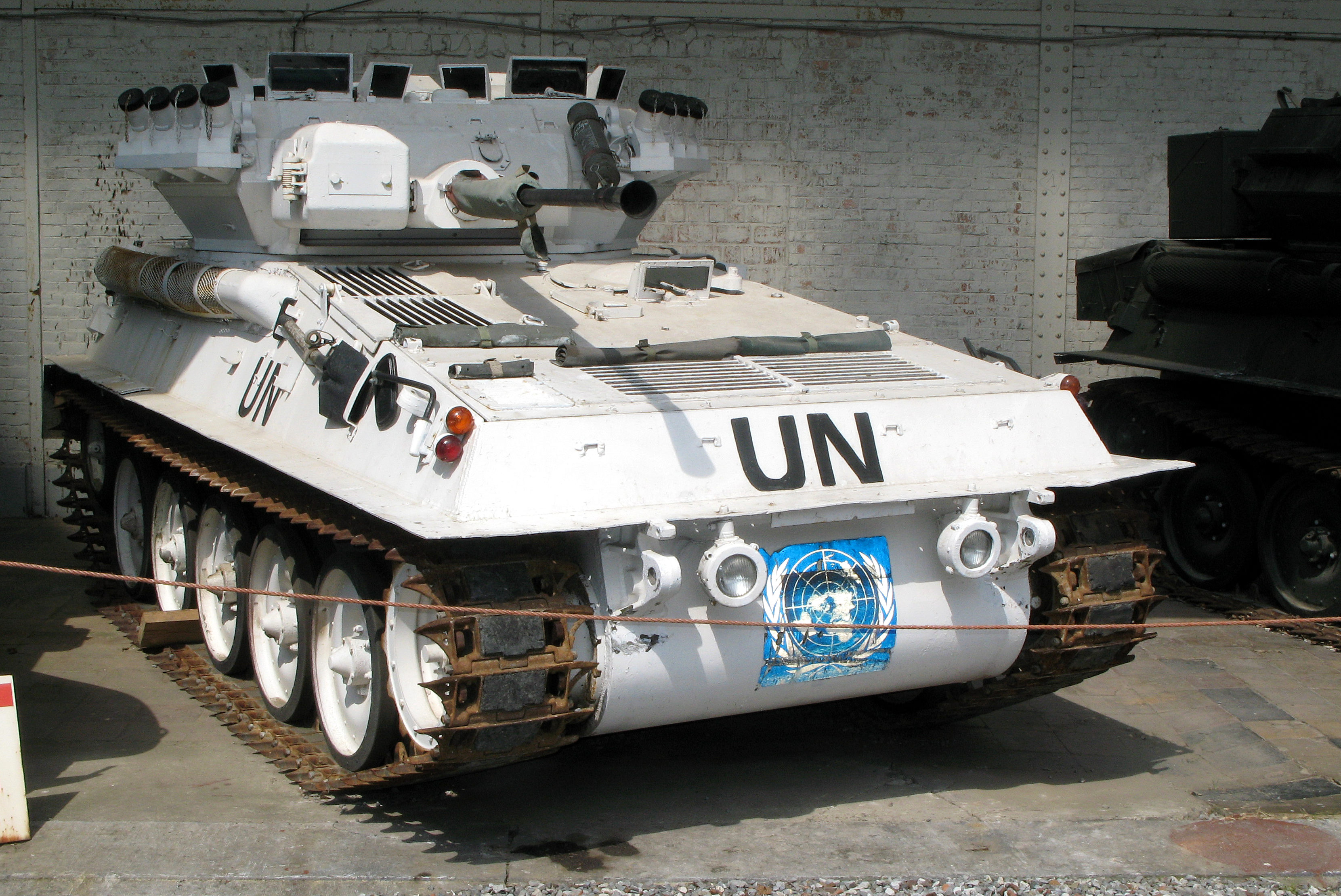
UNOSOM FV107 시미터.

그러나, 부트로스갈리는 그러한 행동이 UNOSOM에게는 적절하지 않다고 판단했다. 더욱이 그는 소말리아의 문제를 해결하는 것이 UNOSOM보다 규모가 더 큰 병력이 파병되어야 한다고 믿고 있었으며 유엔 안보리에게는 그러한 병력을 지휘하고 통제할 기술이 없음을 깨달았다. 이에 따라 그는 대규모의 개입은 유엔 회원국의 지휘 하에 편성되어야 한다고 주장했지만 소말리아에서의 작전은 안보리의 승인을 받아야 한다고 피력했다. 이 파병의 목적은 평화 유지 작전에서 분쟁 후 평화 재건으로 바뀌었다. 이러한 언급에 따라 1992년 12월 3일 유엔 안보리는 비공식적으로 결의안 794호를 채택하여 소말리아에서의 작전에서 자유롭게 군을 사용할 수 있는 것을 승인했다. 이는 소말리아에서의 인도적 구호 작전에서 안정적인 환경을 확보하기 위한 부수적 작전이기도 했다. 안보리는 의장과 유엔 회원국에 소말리아에 투입될 군대에 통일된 사령부와 통제권을 확립할 것을 주장했다.
UNITAF는 소말리아에서의 계획을 구축할 큰 계획 중 일부로 여겨졌고, 군사 작전은 인도적 지원품을 배분하는 것을 확보하기 위한 부차적 절차로 보았다. 그러나 UNITAF는 특수하고 제한적이며 일시적인 목표를 가지고 있었고, 그럼에도 불구하고 무력 사용은 가능했기에 국가 재건 계획으로는 적합하지 않았다. UNITAF의 초기 목적은 계획 수립보다는 안보 확립이 우선적이었다.

## 미국의 개입

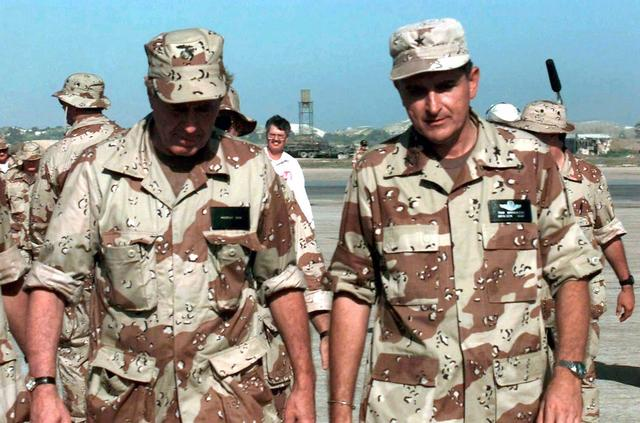
미국 대통령 조지 H. W. 부시가 (왼쪽) 소말리아 특수부대의 전투를 보기 위해 소말리아를 방문했다. 오른쪽 여단장 토마스 미콜라치크이다.

결의안 794호가 통과되기 이전 미국은 국제 연합에 접근하여 소말리아에 상당한 군사 지원을 제공했다. 또한 미국은 소말리아 내 군벌들에게 이들이 유엔의 지휘를 받고 있지 않음을 통고했다. 결의안 794호는 미국이 미래의 특수 부대를 담당할 것이라고 구체적으로 식별시키지는 않았으나 "안보리 의장이 1992년 11월 29일 안보리에 보낸 편지"에서는 회원국의 도움이 언급되어 있었다. 내용은 그러한 안보 작전에 대해 작전 수립을 우려하는 것이었다. 안보리의 결의안 채택 이후 안보리는 미국이 소말리아 내에서 인도적 지원에 대한 여건 확보에 도움을 주는 것에 크게 환영했다. 미국 대통령 조지 H. W. 부시는 이에 화답해 희망 회복 작전을 1992년 12월 4일부터 개시하였고 미국군은 결의안 794호에 따라 활동했다.
CIA 소속 래리 프리드먼이 특수활동부에서 소말리아 내 분쟁 중 미군 첫 사상자로 기록되었다. 그의 차가 대전차 지뢰에 의해 폭발한 것이다. 그는 특수 정찰 임무 팀에게 공식적인 미군의 투입이 있음을 알렸고 미국 대사관과 도착하는 미군을 연결하며 그들에게 정보를 제공하고 있었다. 프리드먼 육군 델타 포스의 옛 작전 담당관이자 특수부대 군사였고, 베트남 전쟁 때부터 미군이 참전한 공식 및 비공식 분쟁에 가담해 있었다. 프리드먼은 소말리아에서 사망한 이후 정보 훈장을 받았다.

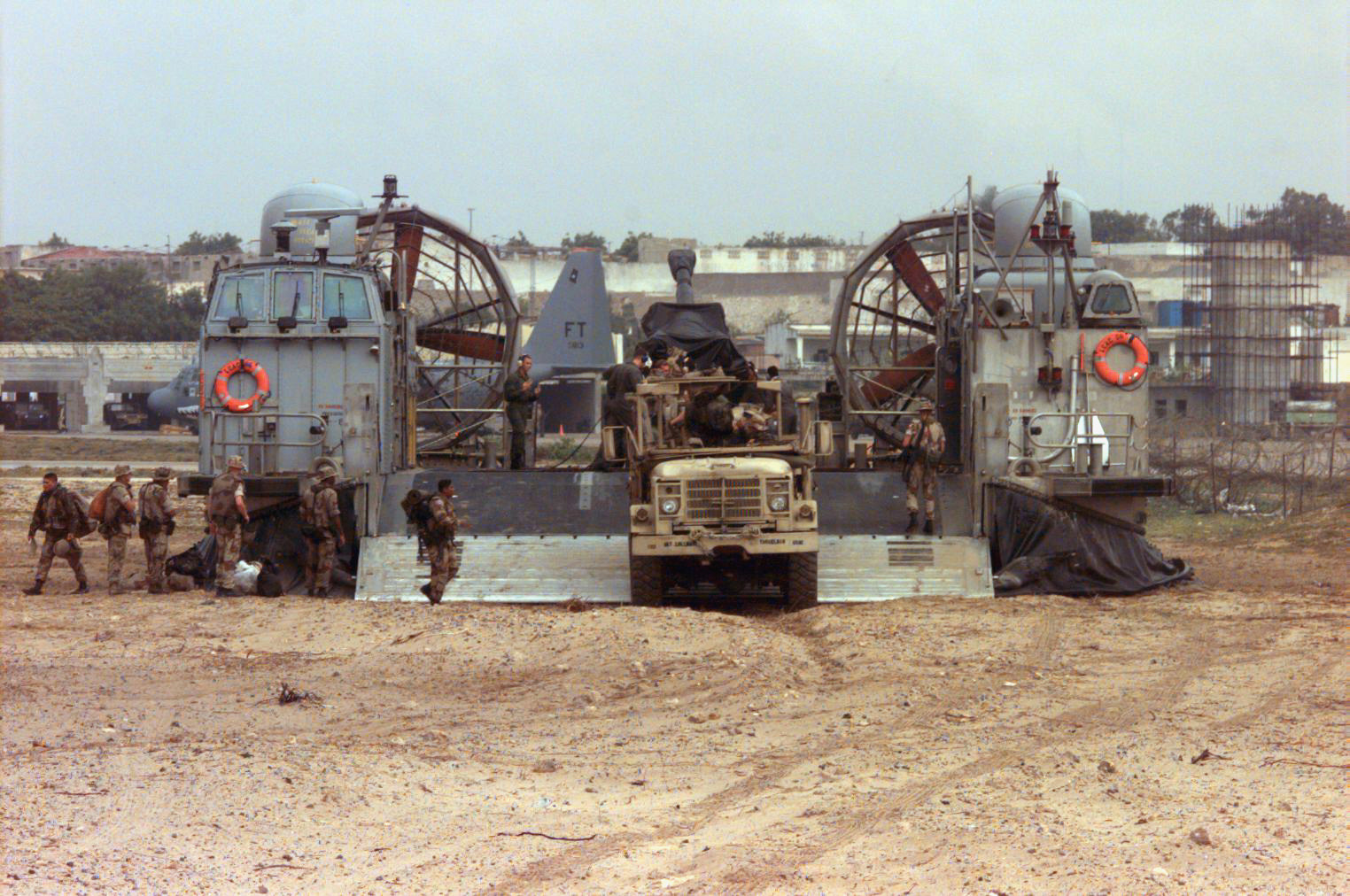
모가디슈 국제 공항의 미군 해병대

UNITAF의 첫 해병대가 1992년 12월 9일 소말리아 해변에 상륙했다. 해병대가 어디서 언제 올 지를 정확히 알고 있듯 군벌들의 반격이 가해졌고 공항 활주로와 해변에서 기다렸다가 이 지역을 점령하려고 했다. 미국 개입에 대한 비판은 미국 정부가 미국 정유 회사에 소말리아 원유를 공급하기 위함이라는 것이라고 논란이 일었다. 이 때 당시 세계 은행과 국제 연합은 수단 다음으로 소말리아를 원유 생산 가능지 순위에서 2위로 꼽았다. 그러나 미국과 국제 연합 군대 모두 소말리아 자치 지역이자 원유가 집중적으로 모여 있는 지역인 소말리아 북동부의 소말릴란드로는 군대를 파병하지 않았다. 이러한 개입은 아이디드 정권이 붕괴된 지 22개월이 지난 이후에 발생했다. 다른 비판가들은 냉전 이후 군사적 발판의 비용과 규모를 유지하기 위해 미국이 소말리아에 군대를 파병했으며 미국이 보스니아 전쟁에서의 패배를 소말리아에서 만회하는 것이라고 생각하기도 했다.

## UNITAF 구성

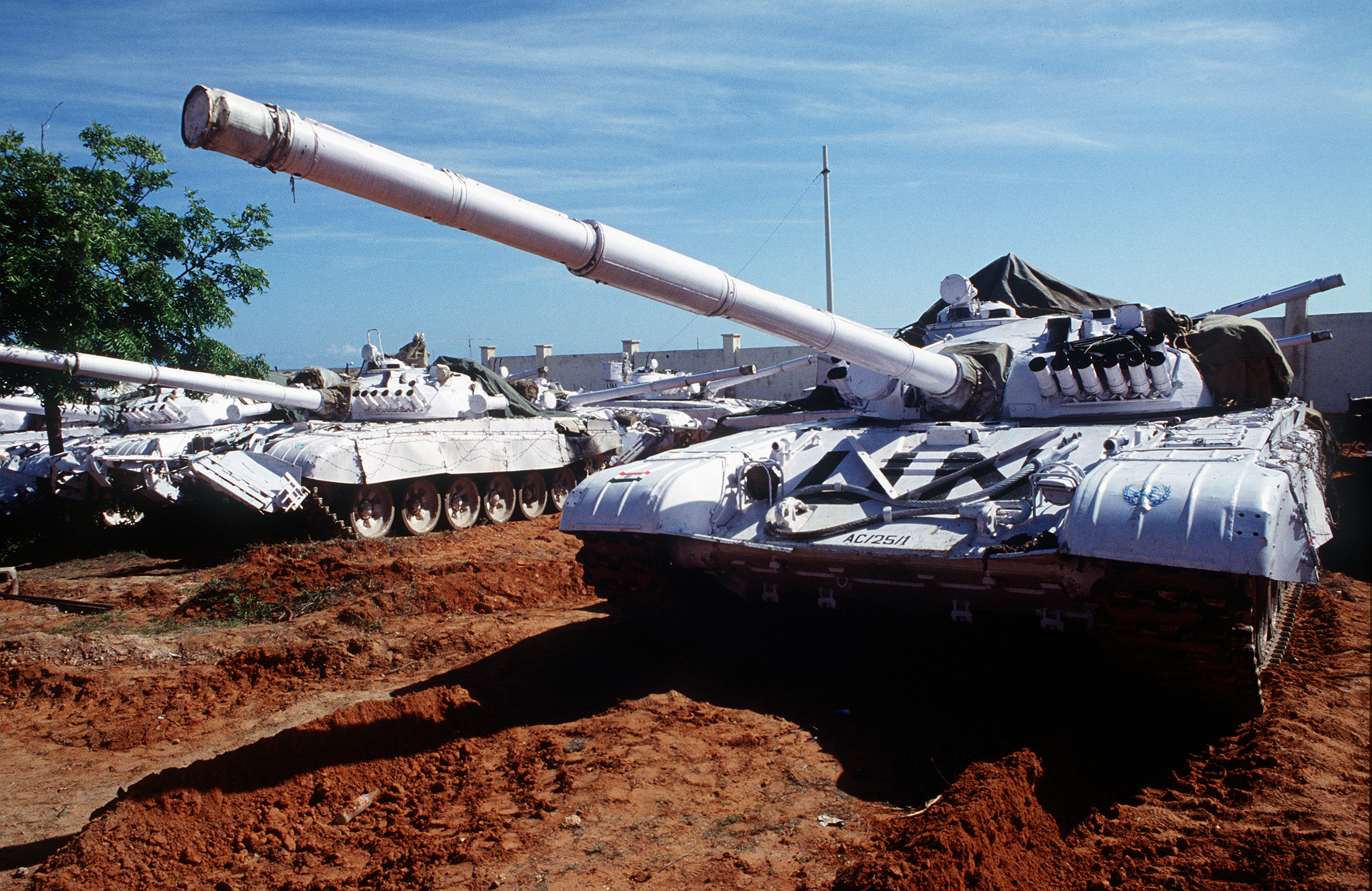
인도 육군 T-72 전차가 UN의 평화 유지 작전을 위해 유엔 마크를 달고 있다.

UNITAF를 구성하는 총 병력은 37,000명의 병력 중 미군이 25,000명이었다. 다른 파병 국가들에는 오스트레일리아, 방글라데시, 벨기에, 보츠와나, 캐나다, 이집트, 에티오피아, 프랑스, 독일, 그리스, 아일랜드, 이탈리아, 스페인, 노르웨이, 쿠웨이트, 대한민국, 모로코, 뉴질랜드, 나이지리아, 튀니지, 스웨덴, 사우디아라비아, 터키, 아랍에미리트, 영국, 짐바브웨, 말레이시아 등이 있었다.
미국 중부사령부는 소말리아 연합 기동 부대를 설립하여 통일 기동부대의 작전을 보완하려고 했다. 제1해병원정군이 연합 기동부대의 사령부를 설립했으며 이에 따라 초기 사령부의 명칭은 CJTF 소말리아였으나 후에 UNITAF로 바뀌게 된다. 미국 해병대와 육군이 CJTF의 사령관을 맡았으며 공군과 해군 장교들도 사령부에 투입되었다. 특수 작전을 위한 부대도 추가되었고 다국적 연합군 또한 동맹군을 구성했다.
그러나 전반적인 다국적 부대의 구성원들은 미국 중앙 사령부의 통제를 받으며 협력하고 있었지만 중앙 사령부와 참전국 간의 관계는 시시각각 변했다. 방법 및 위임 문제를 두고 대치가 있었다. 예를 들어 이탈리아 부대는 평화 유지를 위해 지역 군벌들로부터 뇌물을 받고 있었으며 프랑스 해외 군단은 비무장 군벌에게 지나치게 잔혹한 방법을 사용해 물의를 빚기도 했다. 캐나다군은 완화 작전 이후 소말리아 사건으로 물의를 빚었고 이에 따라 캐나다 공수연대는 해체되었다.

## 작전

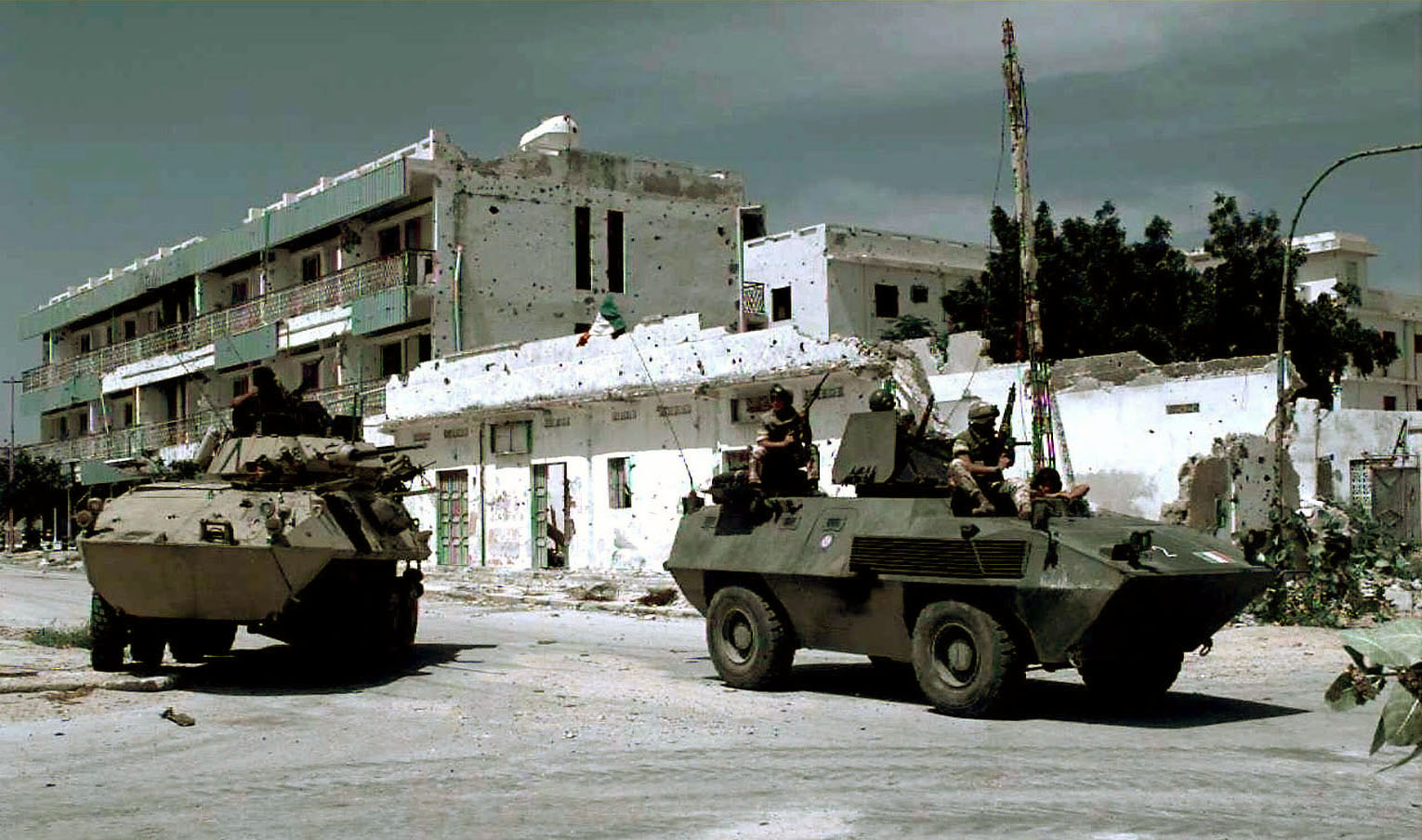
미국의 제너럴 다이나믹스 육상체계가 탑재된 캐나다의 정찰용 경장갑차와 피아트-OTO 멜라라 6614형 장갑차에 탑승한 이탈리아 병사. 캐나다군의 장갑차는 제4경무장보병대대 소속으로 이들은 모가디슈 내 그린라인에서 활동하고 있다.

작전은 1992년 12월 6일에 시작되었다. 네이비 실과 특수전 전투선 승조원이 트리폴리 특수기동대에서 차출되어 항구와 공항을 중심으로 정찰 임무를 수행했다. 이러한 작전은 3일 간 지속되었다. 1992년 12월 8일 이른 시간 미국 육군 제4심리작전단이 제15해병원정대에 편입되어 모가디슈에 수송품을 투하했다. 12월 9일 MEU는 USS 트리폴리, USS 주뉴, USS 러시모어에서 예상치 못한 상륙 작전을 시도해 모가디슈로 진입했다.:16
MEU의 육상전투부대인 제9해병, 2대대가 모가디슈 항구와 모가디슈 국제공항에 동시다발적으로 강습을 시작해 추가적으로 진출하는 병력을 위해 진격 거점을 구축했다. 에코 중대와 골프 중대가 헬리콥터와 상륙장갑차로 공항을 공격했고, 팍스 중대가 고무 보트 기습을 통해 항구를 장악했다. 제1해병사단의 공수예비대대인 제7해병, 1대대와 제11해병, 제3대대가 공항이 확보된 직후 도착했다. 제9해병, 제3대대의 대대상륙대(BLT)인 인디아 중대의 요원들이 바이도아와 바르데라에 있는 공항을 확보하기 위해 진격했고 벨기에 특수부대의 골프 중대는 키스마요 항만에서 상륙 작전을 개시했다. 동시에 다양한 소말리아의 단체들이 협상 분위기로 돌아섰고, 이것은 1993년 3월 27일 아디스아바바 협정으로 이어졌다.

## 결과

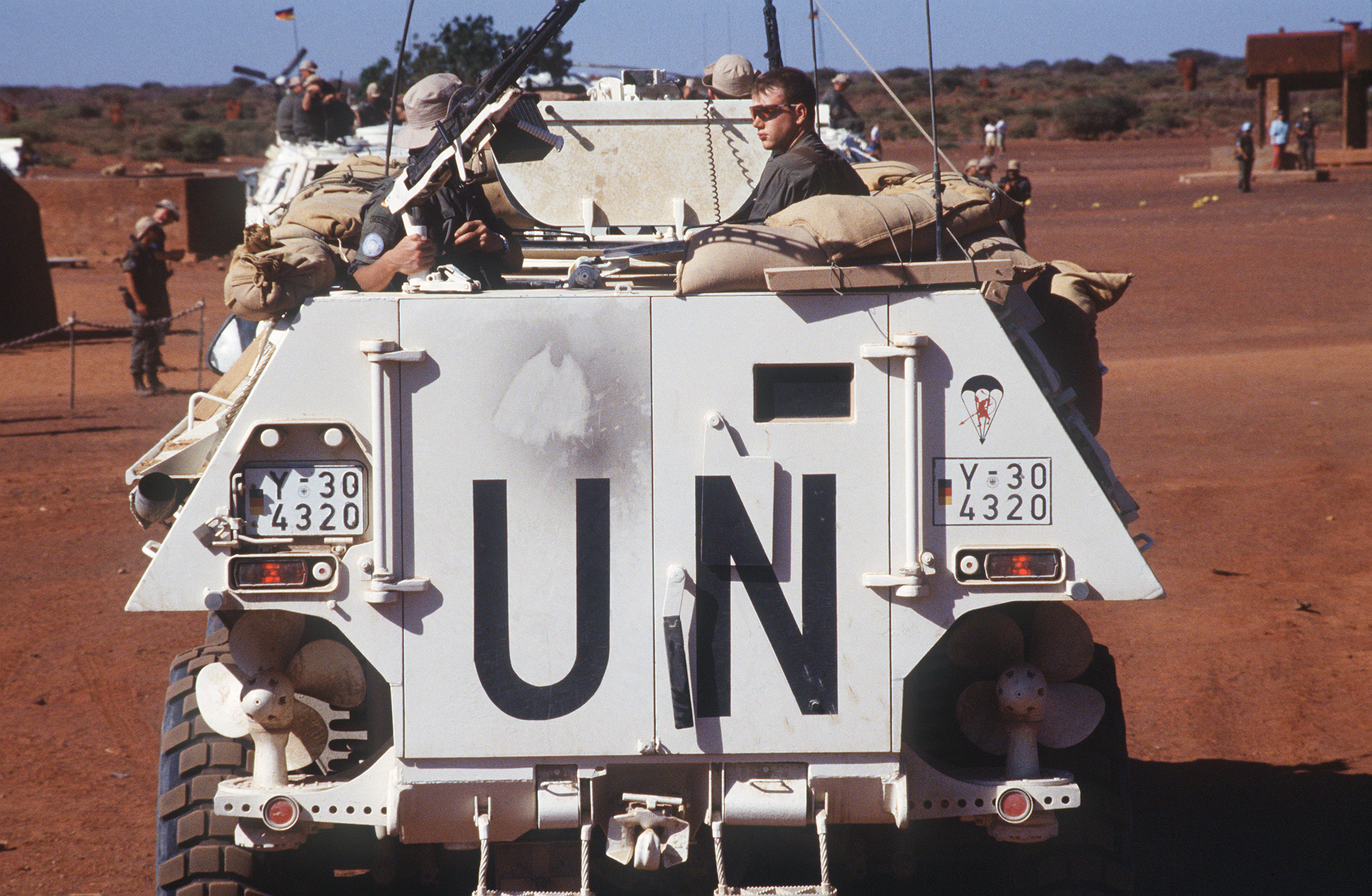
독일 제261강하대대 소속 병사가 구호 작전의 일부였던 복지 향상 작전을 위해 장갑차에 탑승하고 있다.

UNITAF의 주요 목적은 식량 및 다른 구호품의 수송을 보호하는 것이었고, 작전은 성공이라고 평가받고 있다. 국제연합 사무총장은 통일 기동부대의 주둔이 소말리아의 보안 상황 및 구호 물품 지원에 긍정적인 영향을 미쳤다고 평가했다. 약 10만 명의 소말리아 국민이 지원을 통해 생존할 수 있었다.
아디스아바바 협정이 체결되기 하루 전 국제연합 안보리는 국제연합 결의안 제814호를 통과시켜 통일 기동부대를 UNOSOM II로 전환시키기로 결정했으며 새로 창설된 병력은 국제연합이 주도하는 군대였다. 정책의 주요변화에는 새로운 목적이 다국적 연합군의 지원 하에 소말리아를 재건하는 일이 포함되어 있었다. 1993년 3월 3일, UNOSOM II은 공식적으로 지휘권을 인계받아 다음 날 작전 수행권을 발동했다. 통일 기동부대의 작전은 UNSOM II를 지원하기 위해 통신, 병참, 정보적 지원 및 신속 대응군 파견 등으로 구호 작전을 위한 안전한 환경을 설립했다. 1992년부터 1994년까지 소말리아에서 작전한 항공 요원은 약 60대의 육군 항공기와 1,000명의 승조원으로 구성되어 있었다. 그러나 중요한 점은 소말리아 내에서 적대적 단체들의 무장 해제가 이루어지지 않았다는 것이었다. 이것은 통일 기동부대가 압도적인 병력으로 주둔하여 전투를 억제할 때만 국내 상황이 안정적으로 유지될 수 있음을 의미했다. 이에 따라 안전한 환경을 창설하는 것은 다각적 측면에서는 해결되지 않았음을 보여준다.

## UNITAF로의 전환

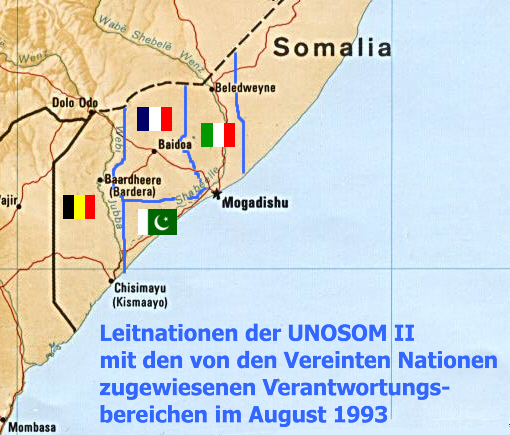
UNOSOM II의 작전 지역

UNITAF는 전환적 기구의 모체로만 여겨졌다. 안보적 태세가 확립되자 연기되었던 UNOSOM 임무가 부활하여 더욱 더 큰 규모로 개편되었다. 1993년 3월 3일 안보리의 의장은 통일 기동부대를 UNSOM II로 전환할 것을 주장했다. 통일 기동부대의 규모에도 불구하고 안보적 태세가 완전히 확립되지는 못했고 효율적인 지원 정부나 경찰 또는 보안군이 창립됮 않았다는 점을 의장은 주시했다.
이에 따라 안보리에서는 지금이 전환의 시기라고 판단하였고 UNSOM II는 국제연합 헌장의 제5조에 따라 효력을 발휘하게 되었다. 새로 창설된 이 부대는 소말리아의 안보 태세를 확립하는 것이 주요 목적이었고 이에 따라 이 부대는 통일 기동부대가 시작한 임무인 소말리아의 평화 복구 및 안정화를 완수하는 것을 주요 목적으로 추구했다. 새로운 결의안은 UNOSOM II에게 소말리아 주민들의 경제, 정치, 사회 부문에서의 재건을 지원하는 것도 포함시켰으며 이는 민주적인 소말리아가 재건된 이후 국가의 협조 하에 달성되는 것으로 변경되었다. 이에 따라 통일 기동부대는 1993년 5월 4일 공식적으로 해산되었고 UNOSOM II는 이 때부터 활동을 시작했다.

## 같이 보기
- Allard, Colonel Kenneth, Somalia Operations: Lessons Learned, National Defense University Press (1995).
- Miller, Laura L. and Charles Moskos. "Humanitarians or Warriors?: Race, Gender, and Combat Status in Operations Restore Hope"' Armed Forces & Society, Jul 1995; vol. 21: pp. 615–637
- Stevenson, Jonathan (1995). 《Losing Mogadishu: Testing U.S. Policy in Somalia》. Naval Institute Press. ISBN 1557507880. OCLC 31435791.
- Stewart, Dr. Richard W. 《The United States Army in Somalia 1992–1994》. Washington D.C.: United States Army Center of Military History. CMH Pub 70-81-1. 2011년 4월 11일에 원본 문서에서 보존된 문서. 2016년 9월 23일에 확인함.